# Liste der denkmalgeschützten Objekte in Steinfeld (Kärnten)
Die Liste der denkmalgeschützten Objekte in Steinfeld enthält die 15 denkmalgeschützten, unbeweglichen Objekte der Gemeinde Steinfeld in Kärnten.

## Denkmäler
| Foto |                 | Denkmal                                                                                                | Standort                                                        | Beschreibung | Metadaten |
| ---- | --------------- | --- | --------------------------------------------------------------- | --- | --- |
| ja   | Datei hochladen | Kapelle Mariae Heimsuchung HERIS-ID: 53634 Objekt-ID: 61637                                            | gegenüber Fellbach 7 Standort KG: Fell                          | Die Kapelle ist ein spätbarocker, im späten 19. Jahrhundert veränderter Bau mit 3/8-Schluss. Das Gebäude besitzt eine Pfeilervorlaube und einen gemauerten, mit 1882 bezeichneten, Dachreiter. Das mit einer Flachdecke versehene Schiff weist seitlich je zwei Kompositbogenfenster auf. Über den runden, auf Wandpfeilern ruhenden, Triumphbogen gelangt man in den innen abgerundeten, mit Stichkappen versehenen Chor. dessen spätbarocke Bemalung Blumenvasen und einen Baldachin über dem Altar zeigt. Der Säulenaltar zeigt eine neobarocke, volkstümliche Darstellung der Heimsuchung Mariae. | BDA-Hist.: Q38057872 Status: § 2a Stand der BDA-Liste: 2025-06-30 Name: Kapelle Mariae Heimsuchung GstNr.: .56                                                                      |
| ja   | Datei hochladen | Kath. Filialkirche hl. Andreas HERIS-ID: 53724 Objekt-ID: 61744                                        | Gajach Standort KG: Fell                                        | Die spätgotische Kirche hat massige Strebepfeiler und eine westliche Pfeilervorhalle. Nördlich des zweijochigen Chors ist ein gedrungener Turm mit Spitzgiebelhelm. Der eingezogene spitzbogige Triumphbogen ist mit 1528 bezeichnet. Das Sternrippengewölbe im Langhaus hat Wappenschlusssteine. In der Kirche sind drei Flügelaltäre. | BDA-Hist.: Q38058218 Status: § 2a Stand der BDA-Liste: 2025-06-30 Name: Kath. Filialkirche hl. Andreas GstNr.: .77 Kath. Filialkirche hl. Andreas Steinfeld                         |
| ja   | Datei hochladen | Schloss HERIS-ID: 36034 Objekt-ID: 34886                                                               | Raggnitz 1 Standort KG: Fell                                    | Das zweigeschoßige Schloss mit um ein Attikageschoß erhöhtem Mittelteil wurde Ende des 18. Jahrhunderts unter Verwendung eines aus dem 15. Jahrhundert stammenden Vorgängerbaus errichtet. An der achtachsigen Fassade sind Ecktürme. In der klassizistischen Schlosskapelle sind Wandmalereien mit Darstellungen aus dem Alten Testament. | BDA-Hist.: Q1390496 Status: Bescheid Stand der BDA-Liste: 2025-06-30 Name: Schloss GstNr.: .1 Schloss Raggnitz                                                                      |
| ja   | Datei hochladen | Schloss Neustein (Flattachhof) HERIS-ID: 36033 Objekt-ID: 34885                                        | 10. Oktoberstraße 27 Standort KG: Gerlamoos                     | Das Schloss Neustein ist ein zweigeschoßiges Renaissanceschloss aus dem 16. Jahrhundert, das im Kern vermutlich älter ist. Die Rundtürme werden von einem Kegeldach bedeckt und sind mit Schlüsselscharten versehen. Über dem Tor befindet sich ein gekuppeltes Fenster, die Dachmansarde ist neueren Ursprungs. Als Flattachhof war das Gebäude Mitte des 16. Jahrhunderts Sitz des Bergrichters Florian Kriegelstein, ein Protestant, der aufgrund seiner Konfession Kärnten verlassen musste. Der Pfleger der Herrschaft Ortenburg-Porcia, Franz Daniel Novak, wurde 1754 von Kaiserin Maria Theresia als „von Neuenstein“ geadelt. | BDA-Hist.: Q37968550 Status: Bescheid Stand der BDA-Liste: 2025-06-30 Name: Schloss Neustein (Flattachhof) GstNr.: 886/2 Schloss Neustein (Flattachhof)                             |
| ja   | Datei hochladen | Kalvarienbergkapelle und Reste der ehem. Einsiedelei HERIS-ID: 53683 Objekt-ID: 61690                  | Flattachberg Standort KG: Gerlamoos                             | Die Kalvarienbergkapelle ist ein 1767 errichteter, spätbarocker genordeter Bau mit geradem Schluss. Die beiden Fassadentürme im Süden sind mit Zwiebelhelmen gekrönt. Die Sakristei und ein Heiliges Grab befinden sich im Norden. Die 1988 erfolgte Außenrestaurierung stellte die Farbigkeit des 19. Jahrhunderts wieder her. Der Innenraum ist flachgedeckt. Das Deckengemälde im Grabraum zeigt Christus in der Unterwelt. An den Seitenwänden befinden sich weitere Fresken. Im Jahr 1984 wurden barocke Fresken im Chor aus der zweiten Hälfte des 18. Jahrhunderts entdeckt, die das Himmlische Jerusalem und die Auferstehung darstellen. Ein weiteres Fresko befindet sich an der Decke mit der Darstellung einer Vera-Icon. An der Altarwand befindet sich eine Kreuzigungsgruppe aus dem 19. Jahrhundert mit den Schächern, Maria und Johannes. Die Orgelbrüstung zeigt dekorative Malerei aus der Mitte des 19. Jahrhunderts. Vor dem Altar ist eine Steinplatte mit einem Kreuz und der Jahreszahl 1767 eingelassen. Die geschnitzten Betstühle stammen aus der Mitte des 18. Jahrhunderts. | BDA-Hist.: Q38057974 Status: § 2a Stand der BDA-Liste: 2025-06-30 Name: Kalvarienbergkapelle und Reste der ehem. Einsiedelei GstNr.: .76, 725/5 Kalvarienbergkapelle (Flattachberg) |
| ja   | Datei hochladen | Kath. Filialkirche hl. Georg mit Friedhof HERIS-ID: 53731 Objekt-ID: 61754                             | oberhalb des Ortes, auf Höhe Gerlamoos 5 Standort KG: Gerlamoos | Die kleine romanische Kirche wurde im 16./17. Jahrhundert verändert. Sie hat einen niedrigen, stark eingezogenen Chor und einen östlichen Dachreiter. Bemerkenswert sind die Wandmalereien des Thomas von Villach an der Langhausnordwand aus den 1470er Jahren. Das Bild am mit 1705 bezeichneten Hochaltar zeigt Georgs Kampf mit dem Drachen. | BDA-Hist.: Q1412828 Status: § 2a Stand der BDA-Liste: 2025-06-30 Name: Kath. Filialkirche hl. Georg mit Friedhof GstNr.: 291, .23 Filialkirche Gerlamoos                            |
| ja   | Datei hochladen | Kath. Filialkirche hl. Martin mit Friedhof HERIS-ID: 54485 Objekt-ID: 62771                            | bei Radlach 12 Standort KG: Radlach                             | Die Kirche mit langgestrecktem Langhaus, Chor mit 3/8-Schluss und nördlich vom Chor befindlichen Turm mit Spitzgiebelhelm wurde teils romanisch, teils gotisch errichtet und später barockisiert. An der Langhausnordwand sind Malereien aus dem 13. Jahrhundert, im Chor aus dem 15. Jahrhundert (von Thomas von Villach), ein Deckengemälde im Chor aus dem späten 18. Jahrhundert. Der Hochaltar, um 1700, hat ein Bild hl. Martin. | BDA-Hist.: Q38061015 Status: § 2a Stand der BDA-Liste: 2025-06-30 Name: Kath. Filialkirche hl. Martin mit Friedhof GstNr.: .1, 3/1 Filialkirche Radlach                             |
| ja   | Datei hochladen | Kath. Filialkirche hl. Maria vom guten Rathe HERIS-ID: 54561 Objekt-ID: 62871                          | Rottenstein Standort KG: Rottenstein                            | Die Kapelle zur Heiligen Maria vom guten Rat ist ein kleiner Bau mit 5/8-Schluss und einem hölzernen Dachreiter im Westen. Das Gebäude wurde erstmals 1845 urkundlich erwähnt. Der Aufgang zur Empore befindet sich im Norden. Der Chorschluss im Inneren ist abgerundet. Der kleine Altar stammt vom Ende des 18. Jahrhunderts und zeigt ein Marienbild aus der zweiten Hälfte des 20. Jahrhunderts. | BDA-Hist.: Q38061300 Status: § 2a Stand der BDA-Liste: 2025-06-30 Name: Kath. Filialkirche hl. Maria vom guten Rathe GstNr.: .50                                                    |
| ja   | Datei hochladen | Wohnhaus, ehem. Knappenhaus HERIS-ID: 36030 Objekt-ID: 34882                                           | Dolomitenstraße 5 Standort KG: Steinfeld                        | Das Knappenhaus ist ein im Kern spätmittelalterlicher, im 18. Jahrhundert barockisierter, zweigeschoßiger, achtachsiger Bau mit Walmdach, die Fassadengliederung des 19. Jahrhunderts zeigt profilierte Parapet- und Sturzgesimse im Obergeschoß. Das abgefaste Rundbogenportal aus dem 16. Jahrhundert hat eine reiche barocke Stuckrahmung, die Wappenkartusche, ursprünglich mit dem Wappen der Porcia, stammt aus der 1. Hälfte des 18. Jahrhunderts. | BDA-Hist.: Q37968512 Status: Bescheid Stand der BDA-Liste: 2025-06-30 Name: Wohnhaus, ehem. Knappenhaus GstNr.: .52 Dolomitenstraße 5, Steinfeld                                    |
| ja   | Datei hochladen | Gasthof Ertl HERIS-ID: 36031 Objekt-ID: 34883                                                          | Dolomitenstraße 8 Standort KG: Steinfeld                        | Das zweigeschoßige, mit einem Eckerker versehene, Gebäude ist im Kern aus dem 15. Jahrhundert. Im Jahr 1995 wurde die Farbigkeit der Fassade aus dem 19. Jahrhundert wiederhergestellt. | BDA-Hist.: Q37968524 Status: Bescheid Stand der BDA-Liste: 2025-06-30 Name: Gasthof Ertl GstNr.: .53/1 Dolomitenstraße 8, Steinfeld                                                 |
| ja   | Datei hochladen | Veranstaltungs- und Kulturzentrum Jordanhof, ehem. Volksschule HERIS-ID: 54945 Objekt-ID: 63387        | Dolomitenstraße 11 Standort KG: Steinfeld                       | Der Jordanhof, in dem von 1860 bis 1977 die Volksschule untergebracht war, ist ein zweigeschoßiges ehemaliges Gewerkenhaus aus dem 15. Jahrhundert mit spätgotischer und frühbarocker Bausubstanz. Das Gebäude weist Steingewändefenster und innen Gewölbe auf. | BDA-Hist.: Q38062959 Status: § 2a Stand der BDA-Liste: 2025-06-30 Name: Veranstaltungs- und Kulturzentrum Jordanhof, ehem. Volksschule GstNr.: .54, 1534 Jordanhof, Steinfeld       |
| ja   | Datei hochladen | Wohnhaus HERIS-ID: 36032 Objekt-ID: 34884                                                              | Friedrich Marxstraße 4 Standort KG: Steinfeld                   | Das Knappenhaus mit Kratzputzmalereien stammt im Kern aus dem 16. Jahrhundert und wurde 1970 restauriert. Anmerkung: Im Dehio wird das Gebäude fälschlich als Kirchweg 4 geführt. Kratzputzmalereien sind während/nach der Renovierung 2019 keine mehr sichtbar. | BDA-Hist.: Q37968537 Status: Bescheid Stand der BDA-Liste: 2025-06-30 Name: Wohnhaus GstNr.: .42 Friedrich Marxstraße 4, Steinfeld                                                  |
| ja   | Datei hochladen | Kath. Pfarrkirche hl. Johannes HERIS-ID: 54948 Objekt-ID: 63393                                        | Kirchplatz Standort KG: Steinfeld                               | Die Kirche aus dem 14. Jahrhundert mit viergeschoßigem Chorturm wurde barock umgebaut. Hochaltar und Seitenaltäre stammen aus der zweiten Hälfte des 18. Jahrhunderts. | BDA-Hist.: Q38062999 Status: § 2a Stand der BDA-Liste: 2025-06-30 Name: Kath. Pfarrkirche hl. Johannes GstNr.: .34 Pfarrkirche Steinfeld                                            |
| ja   | Datei hochladen | Ehem. Berggerichtshaus, Singerhof, auch: Porciahaus oder Plazottahaus HERIS-ID: 54946 Objekt-ID: 63389 | Singerhofstraße 1 Standort KG: Steinfeld                        | Der ehemalige Sitz des Berggerichtes Greifenburg-Steinfeld, das vom Ende des 15. Jahrhunderts bis in die Zeit Maria Theresias in Steinfeld ansässig war, wurde unter Georg Singer, seit 1552 Oberstbergmeister, errichtet. Nach der Einstellung des Gold- und Silberbergbaues 1780 ging das Gebäude vorerst an Gottlieb Freiherr von Ankershofen, danach an die Schwester des Fürsten Porcia; es wurde zur Zeit der Franzosen an den Kaufmann Johann Plazotta verkauft und 1829 wieder an den Fürsten Porcia; im 20. Jahrhundert wiederholte Besitzerwechsel. 1994 erfolgte die Adaptierung für die Gemeindeverwaltung. Der zweigeschoßige (ehemals dreigeschoßige) breitgelagerte Bau stammt aus der Mitte des 16. Jahrhunderts, er hat ein hohes Satteldach. Die Hauptfassade hat sechs unregelmäßig angeordnete Fensterachsen, Strebepfeiler an der linken Ecke und ein rundbogiges Portal, über dem sich ein Stuckrahmenfeld mit dem Wappen der Porcia aus dem Jahre 1896 befindet. Aus dieser Zeit stammt vermutlich der gesamte Fassadendekor (Gesimse, Dreiecksgiebel über den Obergeschoß-Fenstern). An der rechten Hausecke befindet sich ein rundbogiges zinnenbekröntes Portal zum Hof und eine Zinnenmauer aus dem 19. Jahrhundert. Die wehrhafte Umfassungsmauer an der Südseite mit Schießscharten und Türmen an der Südost- und Südwestecke stammt aus dem 16. Jahrhundert. | BDA-Hist.: Q38062970 Status: § 2a Stand der BDA-Liste: 2025-06-30 Name: Ehem. Berggerichtshaus, Singerhof, auch: Porciahaus oder Plazottahaus GstNr.: .82, 581 Singerhof, Steinfeld |
| ja   | Datei hochladen | Kapelle Mariahilf HERIS-ID: 54947 Objekt-ID: 63391                                                     | Steinfeld Standort KG: Steinfeld                                | Bei der Kapelle Mariahilf handelt es sich um einen kleinen, spätbarocken Bau mit 5/8-Schluss. Das Gebäude besitzt eine Vorlaube, einen hölzernen Dachreiter mit Spitzhelm, sowie eine angebaute Sakristei im Süden. Das Langhaus ist flachgedeckt und zeigt im Stuckrahmenfeld ein Gemälde mit zwei Engel auf einer Wolkenkrone, die das Herz und den Namen Mariä verehren. Außerdem befindet sich in der Kirche ein gemalter Altarbaldachin mit Engel und in den Gewölbefeldern die Verkündigung und Verzückung einer Heiligen. Im Jahr 1989 wurde die Bemalung der Bauzeit freigelegt. | BDA-Hist.: Q38062989 Status: § 2a Stand der BDA-Liste: 2025-06-30 Name: Kapelle Mariahilf GstNr.: .273                                                                              |